# Ож'є Данець
Ож'є́ Да́нець, також Одж'єр Данець, Ож'є Данський (дан. Holger Danske, нім. Holger De Denemarche, англ. Ogier the Dane, фр. Ogier le Danois, лат. Olgerus dux Daniæ, також відомий як Ож'є Арденський) — один із героїв середньовічного французького епосу, в тому числі циклу про діяння Карла Великого, де Ож'є згадується як один із бунтівних соратників імператора. Через неправильну інтерпретацію перекладу Данець з XVI століття стає легендарним «засновником данської держави», сприймаючись як історична особа і народний герой Данії. Найвідоміша скульптура короля Гольгера Данського є в замку Кронборг (Гельсінгер), де — за легендою — великий воїн дрімає і буде спати, поки Данії не буде загрожувати «смертельна небезпека».

## Історія Ож'є
Згадка про нього як про соратника імператора і хороброго лицаря зустрічається в багатьох баладах і легендах французької літератури середньовіччя. Згідно з ними, Ож'є Данець був пером і васалом імператора Карла Великого, учасником походів до Сарагоси (зокрема, Ронсевальської битви), а також паломництва в Константинополь. Описується також його сварка з імператором через те, що сина Ож'є убив син Карла під час гри в шахи. За одним із міфів Данець не помер, а був вивезений на острів Авалон феєю Морґаною.
|  | Не був страхополохом Одж'єр-Данець, З васалів кращий, що броню носив колись-то. (Пісня про Роланда, CCLVI) |

З XVI століття Ож'є Данець, що трансформувався в Гольгера, стає популярним героєм міфів і легенд Данії. Гольгер Данський трактується вже як король, який захищав свою країну від ворогів. Згідно з баладами, саме Гольгер запобіг вторгнення остготского короля Теодоріха на землі данів. Після того, як Ганс Християн Андерсен написав свою казку про Гольгера (1845 рік), в якій Данець бере участь у захисті Копенгагена від англійської ескадри адмірала Нельсона у 1801 році, з'явилася легенда, що Гольгер спить десь в підземеллях замку Кронборг і буде спати до тих пір, поки Данії не буде загрожувати небезпека. Поширенню легенди сприяла встановленню на початку XX століття в Кронборзі скульптури Ож'є Данця.

## Ож'є в епосах
Ож'є Данець згадується в французьких епічних поемах «Пісні про діяння».

## Ож'є Данець у сучасній літературі
Головний герой роману Пола Андерсона «Три серця та три леви»